# Manrique de Lara
Manrique de Lara és un llinatge castellà, branca de la família dels Lara
Fundada per Rodrigo Perez Manrique de Lara, senyor d'Amusco i merino major durant el regnat d'Alfons VIII de Castella, a més de net del comte Manrique de Lara, senyor de Molina. Els seus dominis originaris foren la Tierra de Campos (Amusco, Paredes de Nava i altres) però després s'estengueren (Aguilar de Campoo i Castañeda a Castella, algunes possessions a Biscaia, Treviño i Nájera a Navarra). La branca principal es va extingir però va continuar per la lateral (comtes de Castañeda i marquesos d'Aguilar de Campoo) i col·lateral (comtes de Treviño i ducs de Najera). La darrera branca d'aquesta família té el títol de comtes de Paredes de Nava.

## Membres de la família
- Manrique Pérez de Lara, primer senyor de Molina
- Rodrigo Perez Manrique de Lara
- Joana III de Cardona i Manrique de Lara (1499 - 1564) fou duquessa de Cardona
- Joan Vich i Manrique de Lara
- Domingo Manrique de Lara Peñate